# Greatest Hits (álbum de Linda Ronstadt)
Greatest Hits é um álbum de Linda Ronstadt, lançado em 1976.